# Фолмерсхајн
Фолмерсхајн (њем. Vollmershain) општина је у њемачкој савезној држави Тирингија. Једно је од 40 општинских средишта округа Алтенбургер Ланд. Према процјени из 2010. у општини је живјело 342 становника. Посједује регионалну шифру (AGS) 16077049.

## Географски и демографски подаци
Фолмерсхајн се налази у савезној држави Тирингија у округу Алтенбургер Ланд. Општина се налази на надморској висини од 250 метара. Површина општине износи 5,0 km². У самом мјесту је, према процјени из 2010. године, живјело 342 становника. Просјечна густина становништва износи 68 становника/km².

## Међународна сарадња
| Мјесто | Држава   | Врста сарадње | Од    |
| ------ | -------- | ------------- | ----- |
| Добеле | Летонија | партнерство   | 1993. |
|        | Чешка    | партнерство   | 2001. |
| Извор  |          |               |       |